# Brienzer Rothorn
Le Brienzer Rothorn est une montagne à la limite du canton de Berne, du canton de Lucerne et du canton d'Obwald. On peut atteindre le sommet par un chemin de fer à vapeur, par ailleurs le dernier de Suisse à ne pas être électrifié, et ne fonctionnant qu'en été.